# Mubarak Mohammed Ahmed
Mubarak Mohammed Ahmed (* 25. März 2003 in Lagos) ist ein nigerianischer Fußballspieler.

## Karriere
Mubarak Mohammed Ahmed erlernte das Fußballspielen in der Right2Win Sports Academy im nigerianischen Umuahia. Ende August 2022 ging er nach Armenien. Hier unterschrieb er in Tscharenzawan einen Vertrag beim Erstligisten FA Wan. Bei dem Verein, für den er 14 Erstligaspiele bestritt, stand er bis Mitte März 2023 unter Vertrag. Am 15. März 2022 unterschrieb er in Rumänien einen Vertrag bis Saisonende beim Zweitligisten Ceahlăul Piatra Neamț. Über die ägyptische Station Baladiyat El Mahalla SC wechselte er Anfang Januar 2025 nach Thailand. Hier unterschrieb er in Sattahip einen Vertrag beim Drittligisten Air and Coastal Defence Command FC. Mit dem Verein spielte er zehnmal in der Eastern Region der Liga. Hierbei erzielte er sechs Treffer. Im August 2025 wechselte er in die Northern Region. Hier schloss er sich in Mae Sot dem Northern Nakhon Mae Sot United FC an.